# Орто-Нахара
Орто-Нахара (якут. Орто Наахара) — село в Ленском районе Республики Саха (Якутия) России. Административный центр Орто-Нахаринского наслега.

## География
Село находится в юго-западной части Якутии, в пределах Приленского плато, на левом берегу реки Нюя, вблизи места впадения в неё реки Улахан-Нырыылаах, на расстоянии примерно 27 км (по прямой) к северо-западу от города Ленск, административного центра района. Абсолютная высота — 220 м над уровнем моря.
Климат
Климат характеризуется как резко континентальный, с морозной зимой и относительно жарким летом. Средняя температура воздуха самого тёплого месяца (июля) составляет 22 °C; самого холодного (января) — −32 °C. Основное количество атмосферных осадков (75-80 % от годовой суммы) выпадает в период с апреля по октябрь. Снежный покров держится в течение 200—210 дней в году.
Часовой пояс
Село Орто-Нахара находится в часовой зоне МСК+6. Смещение применяемого времени относительно UTC составляет +9:00.

## Население
| 2002 | 2010 | 2021 |
| ---- | ---- | ---- |
| 379  | ↗384 | ↘248 |

Половой состав
По данным Всероссийской переписи населения 2010 года, в гендерной структуре населения мужчины составляли 49,7 %, женщины — соответственно 50,3 %.
Национальный состав
Согласно результатам переписи 2002 года, в национальной структуре населения якуты составляли 91 % из 379 чел.

## Улицы
| - ул. Больничная, - пер. Больничный, - ул. Дружбы, - пер. Лесной, - ул. Молодёжная, | - ул. Музейная, - ул. Набережная, - ул. Нырылахская, - ул. Объездная, - пер. Сосновый, | - пер. Спортивный, - ул. Таёжная, - ул. Центральная, - пер. Южный. |

## Инфраструктура
В селе функционируют средняя школа, детский сад, дом культуры, библиотека и врачебная амбулатория.